# Толстых, Александр Валентинович
Алекса́ндр Валенти́нович Толсты́х (7 июля 1953, Николаев, УССР, СССР — 8 марта 1997, Москва, Россия) — советский и российский психолог, специалист по  психологии личности, детской психологии, возрастной психологии, педагогической психологии, социологии образования. Доктор психологических наук (1994). Член-корреспондент РАО (1995).

## Биография
Родился 7 июля 1953 года в Николаеве в семье философа В. И. Толстых.
В 1975 году с отличием окончил филологическое отделение Одесского государственного университета имени И. И. Мечникова.
В 1975—1978 годах учился в аспирантуре НИИ общей и педагогической психологии АПН СССР.
В 1979 году защитил диссертацию на соискание учёной степени кандидата психологических наук по теме  «Личность как предмет возрастной и педагогической психологии» (19.00.07 — Педагогическая, детская и возрастная психология).
В 1978—1985 годах — младший научный сотрудник НИИ общей и педагогической психологии АПН СССР.
В 1985—1988 годах — глава психологической службы в Министерстве внешней торговли СССР.
В 1988—1991 годах — старший научный сотрудник, руководитель группы и заведующим отделом Всесоюзного центра изучения общественного мнения (ВЦИОМ).
В 1991—1993 годах — исполняющий обязанности генерального директора социологического информационного агентства «Дата Лимитед».
В 1993—1995 годах — директор Федерального института социологии образования Министерства образования Российской Федерации.
В 1994 году защитил диссертацию на соискание учёной степени доктора психологических наук по теме «Формирование и самоопределением личности в исторической динамике поколений».
С 1995 года — директор Исследовательского центра эстетического воспитания Российской академии образования.

## Научные труды

### Монографии
- Толстых А. В. После детства. — М.: Знание, 1982. — 96 с. (Новое в жизни, науке, технике).
- Толстых А. В. Психология юного зрителя. — М.: Знание, 1986. — 77 с. (Новое в жизни, науке, технике. Педагогика и психология; 2).
- Толстых А. В. Человек и возраст. — М.: Прогресс, 1987. — 227 с.
- Толстых А. В. Взрослые и дети: парадоксы общения. — М.: Педагогика, 1988. — 127. (Педагогика - родителям). ISBN 5-7155-0065-6
- Толстых А. В. До 16-ти и старше... : Заметки психолога. — М.: Всесоюз. творч.-произв. об-ние "Киноцентр", 1988. — 64 с.
- Толстых А. В. Морально-этические проблемы психологической практики. — М.: Знание, 1988. — 64 с. (Новое в жизни, науке, технике. Этика; 4/1988).
- Толстых А. В. Искусство понимать искусство : Психологический коллаж. — М.: Педагогика, 1990. — 160 с. (Познай себя. Психология - школьнику).; ISBN 5-7155-0255-1
- Толстых А. В. Наедине со всеми: о психологии общения. — Мн.: Полымя, 1990. — 208 с. ISBN 5-345-00140-5, 100000 экз.
- Толстых А. В. Подросток в неформальной группе. — М.: Знание, 1991. — 80 с. (Новое в жизни, науке, технике. Педагогика и психология; N 2). ISBN 5-07-001686-5
- Толстых А. В. Опыт конкретно-исторической психологии личности. — СПб.: Алетейя, 2000. — 287 с. ISBN 5-89329-197-2

### Статьи
- Новохатько А. Г., Толстых А. В. Проблема заблуждения в научном познании // Вопросы психологии. 1981. № 2. С. 164.
- Дубин Б. В., Толстых А. В. Слухи как социально-психологический феномен // Вопросы психологии. 1993. № 3. С. 77